# Stephanoberycoidea
Super-famille
Les Stephanoberycoidea sont une super-famille de poissons de l'ordre des Beryciformes, auparavant dans celui des Stephanoberyciformes qui est aujourd'hui obsolète.

## Liste des familles
Selon ITIS:
- famille des Gibberichthyidae Parr, 1933
- famille des Hispidoberycidae
- famille des Melamphaidae
- famille des Stephanoberycidae

## Systématique
Cette super-famille n'est pas citée dans les deux principales bases de référence sur les poissons que sont WoRMS et ECoF, ni par Fishbase, qui passent directement de l'ordre aux familles. Elle est néanmoins présente dans l'autre référence majeure en ichtyologie, l'ouvrage Fishes of the World de Nelson qui la classe dans l'ordre des Beryciformes, sous-ordre des Stephanoberycoidei. Elle était auparavant classée dans l'ordre des Stephanoberyciformes, aujourd'hui considéré comme obsolète, mais qui apparaît toujours dans certaines bases de données comme ITIS qui n'ont pas été mises à jour.
Historiquement, la première mention de la super-famille des Stephanoberycoidea semble être celle de l'article de Gregory en 1906 qui la présente en page 451 comme « nomen novum » en latin, ce qui se traduit par « nom nouveau » en français.